# Tierpark Berlin
Il Tierpark Berlin è insieme allo Zoologischer Garten Berlin uno dei due giardini zoologici di Berlino. È situato nel quartiere di Friedrichsfelde, nel distretto di Lichtenberg, e con i suoi 1 600 000 m² di superficie è il più grande zoo d'Europa. Sono presenti più di 7 500 animali e circa mille specie diverse.